# Hellyethira digitata
Hellyethira digitata is een schietmot uit de familie Hydroptilidae. De soort komt voor in het Australaziatisch gebied.